# Strong Openweight Championship

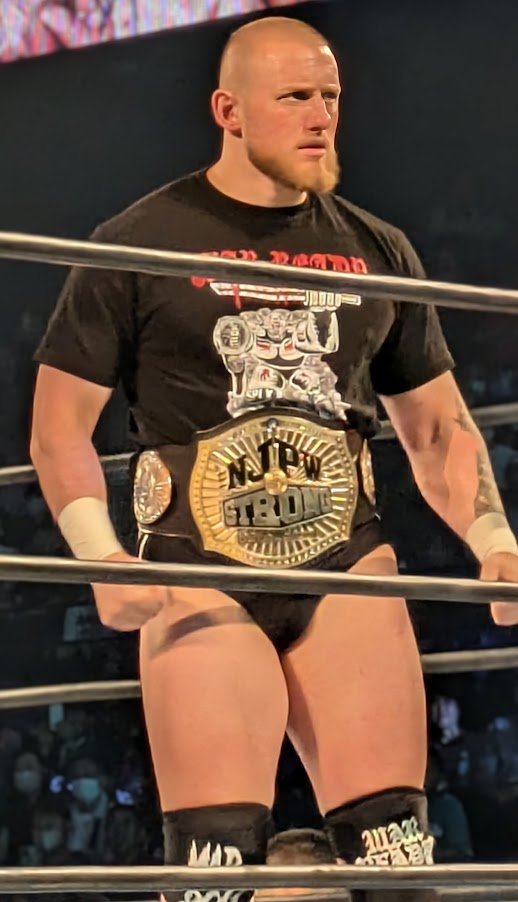
L'attuale campione Gabe Kidd con la cintura alla vita.

Lo Strong Openweight Championship è un titolo di wrestling creato dalla New Japan Pro-Wrestling per il roster di Strong.

## Storia
Il 31 luglio 2020 la NJPW ha annunciato il lancio di un nuovo show dedicato ai lottatori americani del loro roster. A causa della pandemia il primo evento targato Strong, la New Japan Cup USA, è andato in onda da senza un pubblico presente nel Dojo di Los Angeles in California.
L'anno seguente la seconda edizione della New Japan Cup USA ha messo in palio per il vincitore il nuovo titolo esclusivo dello show. Il torneo, e dunque la cintura, è stato vinto da Tom Lawlor.

## Albo d'oro
Statistiche aggiornate al 15 marzo 2025.
| # | Campione       | Regno | Data             | Giorni | Difese | Località                 | Evento                            | Note                                                                               | Fonti       |
| - | -------------- | ----- | ---------------- | ------ | ------ | ------------------------ | --------------------------------- | ---------------------------------------------------------------------------------- | ----------- |
| 1 | Tom Lawlor     | 1     | 23 aprile 2021   | 387    | 9      | Port Hueneme, California | New Japan Cup USA 2021            | Lawlor sconfisse Brody King nella finale del torneo per l'assegnazione del titolo. | [ 1 ] [ 2 ] |
| 2 | Fred Rosser    | 1     | 15 maggio 2022   | 279    | 7      | Filadelfia, Pennsylvania | Strong: Collision in Philadelphia | In onda il 25 giugno 2022.                                                         | [ 3 ]       |
| 3 | Kenta          | 1     | 18 febbraio 2023 | 74     | 2      | San Jose, California     | Battle in the Valley              |                                                                                    | [ 4 ]       |
| 4 | Hikuleo        | 1     | 3 maggio 2023    | 18     | 0      | Fukuoka                  | Wrestling Dontaku                 |                                                                                    | [ 5 ]       |
| 5 | Kenta          | 2     | 21 maggio 2023   | 44     | 0      | Long Beach, California   | Resurgence                        |                                                                                    | [ 6 ]       |
| 6 | Eddie Kingston | 1     | 5 luglio 2023    | 311    | 12     | Tokyo                    | Independence Day                  |                                                                                    | [ 7 ]       |
| 7 | Gabe Kidd      | 1     | 11 maggio 2024   | 308+   | 2      | Ontario (California)     | Resurgence                        | Era un No Rope Last Man Standing Match                                             | [ 8 ]       |